# Tetz Rooke
Rikard Tetz Rooke, född 6 maj 1955, är professor i arabiska vid Göteborgs universitet och översättare från samma språk. Han lade fram sin avhandling "In my childhood": a study of Arabic autobiography vid Stockholms universitet 1997 och har varit verksam som översättare sedan 1999.

## Översättningar
- Rashid al-Daif: Käre herr Kawabata (Azizi al-Sayyid Kawabata) (Tranan, 1999)
- Salim Barakat: Järngräshoppan (al-Jundub al-hadidi och Haitihi aliyan, hat al-nafir ala akhirihi) (Tranan, 2000)
- Raouf Masaad: Strutsägget (Baydat al-naama) (översatt tillsammans med Ingvar Rydberg) (Alhambra, 2001)
- Salim Barakat: Bevisen som Mem Azad glömde på sin komiska resa dit, eller, Fjädrarna (al-Rīsh) (Tranan, 2003)
- Abdulkarim Hadad: Söder, där siktas staden, där hörs hymnerna!: poesi (Baran, 2004)
- Salim Barakat: Rov (Tranan, 2005)
- Mahmoud Darwish: Mural samt Kurden har ingenting utom vinden (Jidārīyat Maḥmūd Darwīsh) (Tranan, 2006)
- Rajaa Alsanea: Flickorna från Riyadh (Banāt al-Riyāḍ) (Norstedt, 2007)
- Alaa al-Aswany: Yacoubians hus (ʻImārat Yaʻqūbiyān) (Bonnier, 2008)
- Ibrahim Ahmed Daoud: Du ser ut som Jesus (översatt tillsammans med Ingvar Rydberg och Marina Stagh) (Visionmedia, 2010)
- Elias Khoury: Yalo (Yālū) (Leopard, 2012)
- Ibrahim al-Koni: Guldsand (al-Tibr) (Tranan, 2017)
- Mazen Maarouf: Vitsar för milisen (Nukāt lil-musallaḥīn) (Modernista, 2019)
- Maha Nasser: En kvinnas synd (Trolltrumma, 2020)
- Hana al-Khamri: Väluppfostrade kvinnor skriver sällan historia (Natur & Kultur, 2021)

## Priser
- 2001 – De Nios översättarpris